# New York (tijdschrift)
New York is een Amerikaans tweewekelijks tijdschrift over actualiteit, cultuur, politiek en stijl in het algemeen, en met een bijzondere nadruk op New York. Het magazine werd in 1968 opgericht door Milton Glaser en Clay Felker, als een concurrent van The New Yorker. Maar New York was brutaler, minder beleefd, en werd gaandeweg een gangmaker van New Journalism. Na verloop van tijd werd het meer nationaal (VS) in reikwijdte, en publiceerde het vele opmerkelijke artikelen over de Amerikaanse cultuur door schrijvers als Tom Wolfe, Jimmy Breslin, Nora Ephron, John Heilemann, Frank Rich, en Rebecca Traister. David Wallace-Wells is er redacteur over de klimaatcrisis en de coronapandemie.
Sinds de herlancering in 2004 scoorde het magazine meer National Magazine Awards dan enige andere publicatie, en onder meer de Magazine of the Year in 2013.
In 2018 werd een betaalmuur ingesteld, en in 2019 volgden enkele ontslagen. Op 24 september 2019 kondigde Vox Media aan dat het magazine en het moederbedrijf, New York Media, had overgenomen.